# Bolbaffer tenuelimbatus
Bolbaffer tenuelimbatus är en skalbaggsart som beskrevs av Max Quedenfeldt 1884. Bolbaffer tenuelimbatus ingår i släktet Bolbaffer och familjen Bolboceratidae. Inga underarter finns listade.